# Signes plus et moins
Pour les articles homonymes, voir Signe et Signes.
Les signes plus (+) et moins (−) sont utilisés pour représenter les opérations d’addition et de soustraction dans une forme aujourd'hui reconnue internationalement. Ils peuvent avoir d’autres significations analogues, reconnues de manière généralement plus locale.

## Histoire
Bien qu’ils soient aussi répandus que l’alphabet latin ou les chiffres indo-arabes, leur introduction est plus récente.
Dans les hiéroglyphes égyptiens, l’addition ressemble à une paire de jambes marchant dans la direction dans laquelle le texte a été écrit – dans le cas de l’Égypte antique, il était écrit de la droite vers la gauche. Le signe renversé représentant alors la soustraction :
| D54 | et | D55 |

| D54 | et | D55 |

Au IIIe siècle, Diophante d'Alexandrie utilise le signe fourche[réf. nécessaire] « ⋔ » (U+2204) pour désigner la soustraction et la simple juxtaposition de signes pour l'addition. L’usage contemporain réserve ce signe à l’intersection stricte, et la juxtaposition s’interprète généralement comme multiplication.
En Europe au XVe siècle, les lettres P et M étaient généralement employées pour représenter les mots plus et moins. L’aspect récent des signes modernes semble venir d’un livre écrit par Johannes Widmann en 1489. Le + est une abréviation du mot latin et (comparable à l’esperluette &). Le − pourrait dériver d’un tilde écrit au-dessus d’un m qui était utilisé pour représenter la soustraction, ou pourrait provenir d’un signe d’une sténographie représentant la lettre m.

## Autres usages

### Opérations
Le signe plus peut représenter une multitude de lois de composition interne, différentes selon le système mathématique considéré. Beaucoup de structures algébriques possèdent une loi qui s’appelle l’addition ou qui ont une analogie de propriétés avec l’addition.
Le signe moins a trois significations différentes, dont seule la première est systématiquement associée à un nombre négatif :
- marque du signe d'un nombre négatif[2] : −12
- symbole de la soustraction : a − b.
- notation de l'opposé d'un nombre : −x

### En logique et informatique
Le symbole + est aussi utilisé en informatique pour représenter des différentes opérations comme la concaténation des chaînes de caractères.
Plus peut représenter :
- le ou exclusif (opérateur XOR, habituellement écrit ⊕ ou ⊻) ;
- le ou inclusif (ou disjonction logique, opérateur OR, habituellement écrit ∨) ;
- l'addition de deux variables ;
- utilisé de manière unaire, la valeur d'une variable ou son identité dans le cadre d'une variable booléenne (habituellement écrit Id) ;
- lorsqu'il est doublé après le nom d'une variable, l'incrémentation de celle-ci ;
- la concaténation de chaînes de caractères (habituellement écrite . dans les énoncés théoriques, et notée par toutes sortes de symboles dans les langages de programmation).

Moins peut représenter :
- la soustraction de deux variables ;
- utilisé de manière unaire, la valeur opposée d'une variable ;
- lorsqu'il est doublé après le nom d'une variable, la décrémentation de celle-ci.

### Signe orthographique

Texte en niaboua avec le ton bas indiqué à l’aide du signe moins.

Dans l’orthographe de certaines langues tonales ivoiriennes, suivant l’Orthographe pratique des langues ivoiriennes (l’attié, le bété, le dan, le godié, le bakwé, le kroumen plapo, le kroumen piè, le kroumen tépo, le muan, le niaboua, le wan, le wobé, le yaouré), le signe moins est utilisé pour indiquer un tonème, en général le ton bas ou le ton descendant. Dans ce cas, le caractère Unicode ˗ (U+02D7 lettre modificative signe moins) est préféré.
En krahn occidental au Liberia, le signe plus est utilisé dans l’orthographe à la fin de mots pour indiquer le pluriel.
En sapiny en Ouganda, le signe plus est utilisé devant le verbe pour indiquer le futur positif et le signe moins devant le verbe pour indiquer le future négatif. Par exemple, +Māāpiriiŋ, « Je vais te frapper » et -Māāpiriiŋ, « Je ne vais pas te frapper ».
En sabaot au Kenya, le signe plus est utilisé pour indiquer le ton grammatical du futur et le signe moins pour le ton grammatical négatif, par exemple +Māāmwoowook, « Je te dirai » et -Māāmwoowook, « Je ne te dirai pas ».

### Phonétique
Dans l’alphabet phonétique international, le signe plus souscrit (U+031F) est utilisé pour indiquer l’avancement du point d'articulation, et le signe moins souscrit (U+0320) pour indiquer le recul du point d’articulation.

## Signe plus dans la culture juive
Une tradition juive remontant au moins au XIXe siècle consiste à écrire plus en utilisant comme symbole un T inversé. Cette pratique a été adoptée dans les écoles israéliennes dans les années 1940 et reste en vigueur dans la plupart des écoles primaires, y compris celles qui sont sécularisées, mais l'usage devient plus rare dans le secondaire. Cette pratique se retrouve aussi dans certains livres écrits par des auteurs religieux, mais la majorité des livres pour adultes font usage du symbole international +. L’explication habituelle qui justifie cette pratique est qu’elle évite l’écriture d’un symbole + qui ressemble à une croix chrétienne.
Les polices Unicode codent ce symbole U+FB29 qui est la lettre hébraïque ﬩ remplaçant le signe plus. Ce signe est aussi utilisé sur les boutons de contrôle des sièges des passagers de la compagnie aérienne israélienne El Al.

## En informatique et typographie

Plus, moins et trait d'union (trait-moins).

Le signe moins Unicode est conçu pour être de même largeur que les signes plus et d’égalité. Dans la plupart des polices, ces signes ont un espacement non proportionnel afin que les nombres puissent être facilement placés dans des tableaux.
Le trait d'union est généralement plus court en longueur que le signe plus et a parfois une taille différente. Il devrait être employé comme signe moins uniquement quand le jeu de caractères est limité, ou lorsque des polices non proportionnelles sont utilisées.
Les glyphes du tiret moyen et du signe moins « − » se ressemblent, mais ne sont pas tout à fait identiques. Le signe moins est généralement légèrement plus court et plus gras que le tiret moyen ; il s'aligne sur le signe plus. Illustration : – − + (tiret moyen, signe moins et signe plus).

### Signe plus
| Caractère                       | Glyphe | code Unicode | entités HTML     |
| ------------------------------- | ------ | ------------ | ---------------- |
| Plus                            | Oo+Oo  | U+002B       |                  |
| Lettre modificative signe plus  | Oo˖Oo  | U+02D6       | &#x2D6; &#726;   |
| Diacritique signe plus souscrit | Oo◌̟Oo  | U+031F       | &#x31F; &#799;   |
| Exposant signe plus             | Oo⁺Oo  | U+207A       | &#x207A; &#8314; |
| Indice signe plus               | Oo₊Oo  | U+208A       | &#x208A; &#8330; |

### Signe moins
| Caractère                        | Glyphe | Code Unicode | Entités HTML     | Commentaire |
| -------------------------------- | ------ | ------------ | ---------------- | --- |
| Moins                            | Oo−Oo  | U+2212       | &minus; &#x8722; | Dans les fontes comportant des largeurs égales pour les glyphes des chiffres, ce signe « moins », est de la même largeur que ces chiffres. Cela permet alors un alignement tabulaire des nombres. Ce code « moins » est différent des autres codes du « type tiret » Le signe « plus » quant à lui a toujours une largeur de glyphe de la largeur des chiffres, dans ces conditions. |
| Trait d'union                    | Oo-Oo  | U+002D       |                  | |
| Lettre modificative signe moins  | Oo˗Oo  | U+02D7       | &#x2D7;          | |
| Diacritique signe moins souscrit | Oo◌̠Oo  | U+0320       | &#x320;          | |
| Exposant signe moins             | Oo⁻Oo  | U+207B       | &#x207B;         | |
| Indice signe moins               | Oo₋Oo  | U+208B       | &#x208B;         | |

#### Écriture du signe moins
Dans Microsoft Word, il est possible d'introduire le signe moins par la combinaison de touches Alt + 8722.